# Cohomologie cristalline
La cohomologie cristalline est une cohomologie de Weil pour les schémas, introduite par Alexander Grothendieck en 1966 et développée par Pierre Berthelot. Elle étend le domaine d'application de la cohomologie étale en considérant les modules sur les anneaux de vecteurs de Witt sur le corps de base.

## Motivation et histoire

### Les conjectures de Weil
Dans l'étude des variétés différentiables compactes, la formule de Lefschetz permet de calculer le nombre de points fixes d'un morphisme de la variété dans elle-même. Cette formule est une somme alternée de traces, agissant sur les espaces vectoriels de cohomologie de De Rham de la variété considérée.
Les travaux d'André Weil sur les variétés algébriques sur les corps finis ont montré que la connaissance de la fonction zêta de la variété équivaut à celle du nombre de points rationnels qu'elle possède sur toutes les extensions finies du corps de base. Weil a remarqué que les points rationnels sur {\displaystyle \mathbb {F} _{q^{n}}} sont exactement les points fixes de l'endomorphisme de Frobenius itéré {\displaystyle \phi ^{n}}. Weil suggère alors qu'une théorie cohomologique pour les variétés sur un corps fini à valeurs dans des espaces vectoriels de dimension finie sur un corps de caractéristique zéro généraliserait naturellement le résultat de Lefschetz.
Les conditions nécessaires d'une telle théorie cohomologique ont été formalisées, et la théorie supposée baptisée « cohomologie de Weil ».

### La cohomologie étale ℓ-adique
La construction d'une cohomologie de Weil est un des objectifs que se fixe Alexander Grothendieck, dans les débuts de la théorie des schémas. Ayant défini leur topologie étale, et la cohomologie correspondante, il développe avec ses élèves, pour tout nombre premier ℓ qui ne divise pas q, la cohomologie ℓ-adique (en).
Soit k un corps, de caractéristique p, et k une clôture algébrique de k. Soit X un schéma séparé de type fini sur k, et ℓ un nombre premier. Les groupes de cohomologie étale de X ⊗ k sont
{\displaystyle H^{i}(X\otimes {\bar {k}},\mathbb {Z} _{\ell })=\lim _{\leftarrow }H_{\text{ét}}^{i}(X\otimes {\bar {k}},\mathbb {Z} /\ell ^{n}\mathbb {Z} )}
{\displaystyle H^{i}(X\otimes {\bar {k}},\mathbb {Q} _{l})=\mathbb {Q} _{l}\otimes H^{i}(X\otimes {\bar {k}},\mathbb {Z} _{l})}
Il s'agit d'espaces vectoriels de dimension finie lorsque ℓ est différent de p ou si X est propre.

### Vers la cohomologie cristalline
Soit k un corps de caractéristique p > 0, soit X un schéma propre et lisse de dimension d sur k. On dispose de plusieurs théories cohomologiques :
- Sa cohomologie étale ℓ-adique (à coefficients dans ℤp) : par construction, elle mime les propriétés de la cohomologie « ordinaire », c'est-à-dire correspondant à la topologie de Zariski, cependant elle n'a de sens qu'à la condition que ℓ ≠ p ;
- Sa cohomologie de Hodge ou sa cohomologie de De Rham : si X/k est propre et lisse, on obtient des k-espaces vectoriels et on ne peut pas compter les points rationnels ;
- Sa cohomologie de Serre {\displaystyle H^{i}(X,W{\mathcal {O}}_{X})} où {\displaystyle W{\mathcal {O}}_{X}} est le faisceau des vecteurs de Witt sur le faisceau structural.

Grâce à la cohomologie étale, Grothendieck a démontré la formule de Lefschetz, qui implique la première conjecture de Weil. La seconde conjecture apparaît comme conséquence de la dualité de Poincaré. Enfin, Pierre Deligne a prouvé les deux dernières conjectures. 
Cependant, des questions restantes sont liées à la réduction du schéma en p, ce que la cohomologie ℓ-adique ne permet pas d'approcher.
S'inspirant de travaux de Dwork et Monsky-Washnitzer, Grothendieck propose de relever X en un schéma propre et lisse Z/W(k) (avec k parfait de caractéristique p > 0 et W(k) l'anneau des vecteurs de Witt). On peut alors considérer le complexe de De Rham de Z sur W(k), et prendre son hypercohomologie. L'intuition était que ces groupes ne dépendaient pas du choix, a priori arbitraire, de Z/W(k) relevant X/k.

## Définition

### Puissances divisées
Soit A un anneau et I un idéal de A. Une structure de puissances divisées (ou PD-structure) sur I est une suite d'applications
{\displaystyle \gamma _{n}:I\to A}
pour tout n positif ou nul, telles que :
- {\displaystyle \gamma _{0}(x)=1} et {\displaystyle \gamma _{1}(x)=x} pour tout {\displaystyle x\in I} ;
- {\displaystyle \gamma _{n}(x)\in I} si n ≥ 1 et {\displaystyle x\in I} ;
- {\displaystyle \gamma _{n}(x+y)=\sum _{i+j=n}\gamma _{i}(x)\gamma _{j}(y)} pour {\displaystyle x,y\in I} ;
- {\displaystyle \gamma _{n}(\lambda x)=\lambda ^{n}\gamma _{n}(x)} pour tout {\displaystyle x\in I} et {\displaystyle \lambda \in A} ;
- {\displaystyle \gamma _{n}(x)\gamma _{m}(x)={m+n \choose n}\gamma _{m+n}(x)} pour tout {\displaystyle x\in I} et {\displaystyle m,n\in \mathbb {N} } ;
- {\displaystyle \gamma _{m}(\gamma _{n}(x))={\frac {(mn)!}{m!(n!)^{m}}}\gamma _{mn}(x)}[4] pour tout {\displaystyle x\in I} et tous {\displaystyle m,n\in \mathbb {N} }.

En particulier, si W(k) désigne l'anneau des vecteurs de Witt, (p) est un idéal de W(k) et une PD-structure est donnée par {\displaystyle \gamma _{n}=p^{n}/n!}.

### Sites et topoi cristallins
Soit k un corps parfait de caractéristique p > 0, et X un k-schéma. On note W = W(k) l'anneau des vecteurs de Witt sur k et 
{\displaystyle W_{n}=W/p^{n}}
Le site cristallin {\displaystyle \mathrm {Cris} (X/W_{n})} est un site défini ainsi :
- Les objets sont les diagrammes commutatifs

{\displaystyle {\begin{matrix}U&{\stackrel {i}{\hookrightarrow }}&V\\\downarrow &&\downarrow \\\mathrm {Spec} \,k&\rightarrow &\mathrm {Spec} \,W_{n}\end{matrix}}}
avec {\displaystyle U\subset X} un ouvert de Zariski, i une immersion fermée de {\displaystyle W_{n}}-schémas telle que l'idéal {\displaystyle \mathrm {ker} ({\mathcal {O}}_{V}\to {\mathcal {O}}_{U})} soit muni d'une PD-structure compatible avec la PD-structure canonique sur {\displaystyle pW_{n}\subset W_{n}}.
- Les morphismes {\displaystyle (U,V,\delta )\to (U',V',\delta ')} sont les diagrammes commutatifs formés d'une immersion ouverte {\displaystyle U\hookrightarrow U'} et d'un morphisme {\displaystyle V\to V'} compatible avec les puissances divisées.
- Les familles couvrantes sont les familles de morphismes {\displaystyle (U_{i},V_{i},\delta _{i})\to (U,V,\delta )} tels que {\displaystyle V_{i}\to V} est une immersion ouverte et {\displaystyle V=\bigcup _{i}V_{i}}

La catégorie des faisceaux sur un site cristallin est un topos appelé topos cristallin et noté {\displaystyle (X/W_{n})_{\mathrm {cris} }}. En particulier, cette structure garantit la fonctorialité : si {\displaystyle f:X\to Y} est un morphisme de k-schémas, on peut lui associer un morphisme
{\displaystyle f^{-1}:(Y/W_{n})_{\mathrm {cris} }\to (X/W_{n})_{\mathrm {cris} }}.

### Cohomologie cristalline
Soit F un faisceau sur le site cristallin, et (U, V) un objet du site. En associant à un ouvert W de V les sections de F sur {\displaystyle (U\times _{V}W,W)}, on définit un faisceau sur V pour la topologie de Zariski. Pour un morphisme
{\displaystyle g:(U,V)\to (U',V')}
dans le site on obtient un morphisme
{\displaystyle g_{F}^{*}:g^{-1}F_{(U',V')}\to F_{(U,V)}}
qui vérifie notamment une condition de transitivité et tel que {\displaystyle g_{F}^{*}} est un isomorphisme si V → V’ est une immersion ouverte et {\displaystyle U=U'\times _{V'}V}.
Réciproquement, si on se donne pour tout objet (U, V) du site un faisceau {\displaystyle F_{(U,V)}} pour la topologie de Zariski sur V, ainsi que pour tout morphisme g comme ci-dessus un morphisme de transition {\displaystyle g_{F}^{*}} qui vérifie les propriétés évoquées, on définit un faisceau sur le site cristallin. Le faisceau structural {\displaystyle {\mathcal {O}}_{X/W_{n}}} associe à tout objet {\displaystyle (U,V,\delta )} du site cristallin le faisceau {\displaystyle {\mathcal {O}}_{V}}.
La cohomologie cristalline est la cohomologie du faisceau structural :
{\displaystyle H^{i}(X/W_{n})=H^{i}\left((X/W_{n})_{\mathrm {cris} },{\mathcal {O}}_{X/W_{n}}\right)}
{\displaystyle H^{i}(X/W)=\lim _{\stackrel {\longleftarrow }{n}}H^{i}(X/W_{n})}